# 银之匙 Silver Spoon
《银之匙 Silver Spoon》（日语：銀の匙 Silver Spoon）是日本漫畫家荒川弘創作的農業學校背景校園漫畫作品，2011年至2019年間于《週刊少年Sunday》连载。原為周刊連載，2014年起因作者家庭因素改為不定期連載，2016年因家人病況惡化，暫時停刊，翌年起改為不定期連載直到完結。全131話，單行本共計15冊。

## 概要
- 本作是以北海道的农业高中为舞台的校园漫画作品。靈感源自出生于北海道乳畜业家庭，同时也是毕业于农业高中的作者的大量的亲身体验。[1]廣告標語為“沾满了汗水、眼泪和泥土的青春故事。”

- 本作中的“大虾夷农业高等学校”是以“北海道带广农业高等学校”为原形创作，[2][3]登场人物的姓氏也多引用自北海道地名。作者荒川弘在开始连载本漫画的同时，也正在《月刊Wings》上连载着以她本人亲自体验的农业生活为题材的随笔型漫画《百姓贵族》。

- 作者先前创作的知名作品《钢之炼金术师》连载于SE旗下的《月刊少年GANGAN》，而这一次却交给了小学馆旗下的《週刊少年Sunday》，这其中的原因也成了《Comic Natalie》采访Sunday总编绳田正树时的訪談[4]。此外，这一次连载是荒川弘第一次在週刊杂志上连载漫画。

- 2016年10月，因作者家庭因素，開始無限期休載[5]。2017年6月28日，《週刊少年Sunday》編輯部在官網發布預告，宣布本作將於7月5日發行的第23號刊恢復連載[6]，刊載三話後再次宣布無限期休載。2018年5月23日，再次恢復連載[7]，兩周後再次休刊。

- 2019年11月6日，再次恢復連載並公佈最後四回的消息。11月27日，最終回刊出，宣布完結。

## 故事简介
大蝦夷農業高等學校（通稱：蝦夷高農）是一所坐落於北海道的農業高中，校內學生多為以從事農業作目標的農家子女。這所擁有在全日本所有高中中最多占地面積，被北海道壯麗的大自然和鄉村風情環抱的蝦夷農高，在新學年裡迎來了一位特殊的學生——八軒勇吾。
這位來自城市、畢業於升學初中的文弱學生，因發現在一年級的同學中，只有他自己還未找到明確的人生目標，而感到焦躁不安。自此，寫作「就讀於高農的每一天」、讀作「在青春歲月中找尋自己的夢想」的八軒勇吾的高中生活開始了。

## 登場人物

### 乳畜科学系 1年D班→2年级→3年級
八轩勇吾（聲：木村良平（日本）；吳東原〈國語〉/賴緯〈台語〉（台湾）；黃榮璋（香港））
男主角。平日基本上都以眼镜配校服或连帽上衣形象示人。
家住札幌市西區，毕业自完全制中学的新札幌中学。自家并非務农，而是受薪階級。他是以考試的方式进入了虾夷高农，社团活动选择了马术社，实习小组为A组。
他在初中激烈的学业竞争中失败因而丧失了自信，自此开始回避自己的家人。仅以“不需要回家”为理由，升学进了住宿制的虾夷农高。他不知道自己的梦想为何，亦并非是因为想任职与农业有关的工作而选择农高。当他发现身边的同学都有着各自的梦想时，深深感到焦躁和自卑。
在升进农校前，他是一个为了获得好成绩而刻苦读书，放弃了绝大多数休息、玩乐时间的学生。进入虾夷高农后，在数学等基础学科方面，他的成绩凌驾于其他学生之上。但他不擅长运动和体力劳动，而且在专业的农牧业知识方面也逊于其他同学，不過學年綜合成績仍然是第一名。而另一方面，因为父母在饮食上很花心思，所以他的味觉相当灵敏。在这一方面他得到了稻田学长和亞紀的祖父等人的认可。
虽然在性格上有着拘泥于“第一名”的一面，不过也有着容易同情弱者，率真且温柔的一面。也因为如此，他总会轻易地答应别人的请求，所以被身边的人评价为“是那种迁就别人，而使自己吃亏的人”、“老好人”、“不會拒絕別人的男人”。曾經因為接了太多事情，而在學園祭的早上累倒送醫。但也因此吸引人们聚在一起，发起活动也得到许多人的支持。八軒獨特的想法也開始改變周遭農家同學根深柢固的想法。現在為了能夠讓各種形式、強弱勢不同的農家都能和平共榮而有了畢業後創業的想法，並且正在規劃中。
对同班的御影亞紀抱有好感，为了接近她而加入了她参加的马术社。得知亞紀真正的夢想後鼓勵她向家人坦言，並在亞紀決定考取大蝦夷畜產大學時向其家人提出協助的保證，為了提昇成績而對她做一對一的補習。但同時也被亞紀的父親要求，嚴禁他利用補習的機會來追求亞紀。
雖然兩人在外人看來是情侶關係，而且雙方也有意思，但因為亞紀父親所設下的限制讓勇吾不能主動，亞紀也因為對戀愛過於遲鈍而非常被動，因此就總是處於不上不下的尷尬狀態。後來與亞紀訂下「當妳成功獲大蝦夷畜產大學錄取的時候，我便向你告白」的約定。
御影成績公布當天因為壓力過大導致胃痛，而向學校申請休假在家休息。等待的同時接到八軒慎吾打來的電話，表示與其妻子生下了一個女兒。
當接到御影的錄取消息時，勇吾依照當初約定告白，但是卻被御影豪志搶去手機無法立刻得知其告白的回應。三天之後與御影到馬術社時，一起重臨他入學迷路時雙方初次遇見的地點，並表示其心意，自此正式開始交往。
在與視察回來的大川學長深談過後，為了考取今後開設加工廠必須的食品衛生證照，打破原先不考大學的想法，決定報考大蝦夷畜產大學畜產系。
除夕時回到家中，與姪女八軒麥初次見面，並體認到人類比家畜好照顧。
數正回家後看穿勇吾回家的目的並認為正事該在晚餐前說，勇吾於是告知要去考大學的決定，隨後被帶進房間商討GINSAJI未來的規劃，直到午夜過後。
最終話，在虾夷高农酪農科畢業4年後，於俄羅斯和駒場重逢並商談經營養豬事業的事宜。
御影亞紀（聲：三宅麻理惠（日本）；李昀晴〈國語〉/曾莉婷〈台語〉（台湾）；楊婉潼（香港））
女主角。开朗的社交型少女，外貌特征为黑色短发。
毕业于清水第一中学，自家在北海道上川郡清水町經營酪農业，为了延续家业而获得了虾夷高农的推荐入学资格。社团为马术社。
自幼便懂得如何驾御农耕马，對於馬及馬術有很深的了解。一開始就对考入农高的八轩有些兴趣，并且不知怎么地总有些在意他。虽然平时没有把八轩視为异性的意识，但在常盘引发的八轩与吉野的谣言事件中，她明显地表现出受到打击的情形。
原本總是給人一種壓抑自己真正想法的感覺，後來在與八軒的不斷交流中漸漸展現真正的自己，同時兩人的關係也開始升溫。但由於對於感情的處理很笨拙，又不擅長揣測他人的意圖，對八軒許多示好的舉動總是後知後覺，時常被其他女同學吐嘈甚至從旁相助。
本人其實並不希望繼承農場，想要從事與馬有關的工作，與家人商量後得到「必須讀完大學」的條件，但目前學科成績不甚理想。為了考上附近唯一有馬術社的大蝦夷畜產大學而接受八軒的補習。
有講方言的習慣，雖然為了和其他人一樣而平常都藏起來，但激動時就會不小心冒出來，偶爾會被八軒取笑。
雖然兩人在外人看來都是情侶關係，而且雙方也有意思，但因為亞紀的父親禁止勇吾在亞紀上大學前追她，而亞紀自己也非常被動，因此兩人尚未正式交往。後來勇吾與她訂下「當妳成功獲大蝦夷畜產大學錄取的時候，我便向你告白」的約定，然而卻開始擔心要是自己沒有獲得錄取的話會怎樣。
在依田與八軒的推薦下成為馬術社的社長。
與相川進之介一起準備大學推甄，並期待面試會談到關於馬的問題，但是被面試官看穿其本質是「討厭並逃避人類」，在回答問題時用真誠的感覺表示有喜歡的人並得到其幫助才能成長，最終獲得推甄正取。
當通知八軒勇吾錄取消息時，勇吾依照當初約定告白，但是卻被御影豪志搶去手機無法立刻回應其告白；三天之後與八軒勇吾到馬術社時，一起重臨勇吾入學迷路時雙方初次遇見的地點，並表示其心意，自此正式開始交往。
驹场一郎（聲：櫻井透（日本）；鄒韋〈國語〉/高銘孝〈台語〉（台湾）；馮瀚輝（香港））
眼神锐利，一头黑色短发的大个子少年。
亞紀的青梅竹馬，兩人都是清水第一中学的毕业生。其父早逝，因此为了繼承没有其他帮手的自家的酪農产业而由推荐入学进入了虾夷高农。社团为棒球社，本人的目标是打入甲子园，成为职业棒球选手，并希望以此为契机来改善家里的条件，让自家的农场重新起步。实习分组与八轩同为A组。
在实习周中，他不仅接受了早出晚归的实习的考验，还兼顾了棒球社的社团活动。身體強健，在做完棒球練習後還能幫忙馬術社打理拖曳賽馬場。与亞紀家住得也比较“近”（虽说近，但两家间的距离仍有约8公里），所以和亞紀比较亲近。平时上课都在打瞌睡，国语、数学等基础学科的成绩堪忧。不过，像是《作物》等专业课的成绩却很优秀。
後來因为在地区进入全国甲子园的棒球赛队友失手无法晋级，并且家中農場破產放棄農業，申請退學打工還債，並打算以此供妹妹們念大學。意志消沈的樣子曾經被南九条菖蒲怒斥過。一段時間後在八軒、多摩子等人的鼓勵下重拾球棒。之后也去到东京打工来赚取生费用。
到東京打工一段時間之後，打電話給八軒勇吾要他介紹其兄當補習教師，隨後勇吾拜託西川到秋葉原時幫助駒場購買電腦，最後在八軒慎吾的教導下開始補習課業。
最終話透過櫻木老師協助，前往俄羅斯成功種植大豆，和八軒商談合作開拓經營養豬事業的事宜。
常盘惠次（聲：庄司將之（日本）；高銘孝〈國語〉/陳煌典〈台語〉（台湾）；鄧燦陽（香港））
有着“三白眼”，将长发在脑后结成一条马尾辫的少年，後來被學校理成光頭。
中札内南中学的毕业生。他作为家中的长男，以继承家里经营的养鸡场为己任，因而以推荐入学的方式進入虾夷高农。实习分组时与八轩同组。社团为空手道社。
学到的知识总是左耳进右耳出，被八轩说成是“鸡脑子”。尤其不擅长数学，以前的数学成绩向来都是个位数，之后在八轩的强力特训下终于在数学小测验中取得了两位数的成绩（虽然只得了10分）。在鸡的生态及饲育法方面拥有丰富的知识，在第一学期期中考试的《畜产》学科中拿到了满分，这让八轩大受打击。不過在某些方面上，例如替副部長賺飼料費，卻意外的頭腦靈光。字跡潦草，因此能看的懂八軒哥哥的筆記本。
因其本人在暑假里玩得太疯、打扮过于“时髦”而遭至学校的强制劳动处分。之后又因为自己的断章取义，误会八轩和吉野在进行不纯的异性间交往而在学校里引发了一场大风波，又因此被加罚。
雖然總是動不動就制造闹子，但總是讓人想氣也氣不起來的開心果角色。
本人表示畢業之後要開始積極相親。
最終話在虾夷高农酪農科畢業4年後，在吉野和相川等人對話中得知常盤已結婚且快要生二胎。
相川进之介（聲：島崎信長（日本）；吳東原〈國語〉/張毓棬〈台語〉（台湾）；杜景煜（香港））
平时都眯缝着眼睛的稳重少年。
幕别东中学的毕业生。因自小时候起就梦想着成为兽医，为了能尽早地从事医学研究，而升入了研究设备齐全的虾夷高农。为了在社团活动中也能观察家畜，他甚至加入了有着三个怪人学长的荷兰奶牛社。实习分组时与八轩同组。
《生物》、《畜产》和《生物技术》学科的成绩特别优秀，而且其他学科的成绩大部分也都不错。不过，他本人不仅有恐血症，而且在家畜的手术或宰杀动物的现场还会晕倒。这对于梦想成为畜医的人来说算是致命的缺点，因此他也在一直努力要克服這個弱點。
與御影亞紀一起準備大學推甄，最終失利並表示要用一般考試入學。入读大蝦夷畜產大學差点落选，但后来递补入选。
稻田多摩子（聲：高垣彩陽（日本）；邱佩轝〈國語〉/楊慧玉〈台語〉（台湾）；石梓晴（香港））
像是鸡蛋般的体形丰满的少女。
毕业于带广西中学。其本人为了创造出能在全世界范围内都拥有竞争力的农业产业而进入高农学习农业经营。家里经营着一家共同经营型农场。实习分组时与八轩同组，并且也是A组中唯一的女生，隸屬社團為柔道社。
最喜歡的東西是錢，只要是与钱有关，她就会变成一个不输给成年人的“可靠”的人。擅长的科目是《农业经营》和《信息处理》。在第一学期的期中考试时，算上《数学》，她总共有三科拿到了满分。希望發展合理、效率、快捷的農業，對父輩的經營方式不屑一顧。未來想要專攻農業經營，也有考慮出國留學。有協助八軒設計並修訂創業的企劃書。
虽然因为身材的原因使得班中没有男生把她看作女性，但是她的肌肤、髮质，以及五官的每一个部分都符合美女的特质，只要瘦下來就會變成令人驚詫的大美女，不过其体型总能很快地在“丰满”和“消瘦”间转换。她也拥有与体型不符的优秀的运动能力，在实习期间甚至还能与自豪于自己那充沛精力的驹场互角乒乓。但却因为在空腹时无法使出力气，所以为了捱过清晨实习，起床后的早点心绝不能少。
多摩子（日语： tamako）在日语中音近鸡蛋（日语： tamago），再加上她的体型圆似鸡蛋，所以在漫画中她的绰号是“（鸡蛋子/蛋姐）”。
畢業時確定就讀札幌農業學院的大學經濟部。
吉野真由美（聲：井澤詩織（日本）；黃玉奇〈國語〉/楊慧玉〈台語〉（台灣）；陳姻岐（香港））
脸上长有雀斑的双马尾少女。
下浦幌中学的毕业生。梦想是创建一间乳酪工房，用自家出产的牛奶制作乳酪，最喜歡卡門貝爾乳酪。社團為羽球社。
特别擅长《食品加工》科目。在第一学期的期中考试裏这一科取得了满分。對於乳酪的知識很豐富，在八軒在做披薩時發現了中島老師的祕密乳酪熟成室，因此使得披薩要用的乳酪順利到手，往後常常藉此威脅中島老師。
曾經和八軒鬧出不純異性交往的緋聞，但那只是常盤闖的禍的其中一件。而本人對他的評價是「雖然條件很不錯，但是個性太麻煩」，所以不在對象範圍內。
因受到八軒的建議而短暫到法國留學，原以為是學習乳酪的知識，但到當地後才發現是要學習培養觀賞魚，而寄了封內容為救命的郵件給八軒，但也因為在當地狂吃乳酪，而找到了自己將來想做的口味。
畢業前開始找工作，參加工作面試時，發覺其公司散發出血汗工廠的味道，在與熟人的聚會上表示極度抗拒進入該公司。该公司后来被报道查封了。
畢業時已經辭去工作，決定再到法國學習更多乳酪的知識，也得到了中岛老师推荐在当地的接头人。

### 其他學生
西川一（聲：高梨謙吾（日本）；鄒韋〈國語〉/張毓棬〈台語〉（台湾）；嚴鎮華（香港））
额头有一丛突出的头发，常常眯着眼睛的少年。
畢業於新日高町第四中學，八轩的室友。老家是種田的，为了继承家业而进入农业科学科学习。因为家业的缘故，擅长操作农业拖拉机，相关的知识也很丰富。幻想着用机械零件制作出一架机器人。
喜欢漫画、动画之类的次文化，往宿舍内带了不少东西，比如书、音乐CD、游戏DVD和动画角色的海报等。畫工高強，曾幫亞紀叔叔的輓馬橇裝飾、製作商品包裝貼紙（畫的全是萌系少女）。自從有一次正在玩遊戲途中由於大川學長的失誤使得宿舍電源跳脫便開始記仇，一逮到機會就會打擊報復。
熱衷於角色攻略遊戲而十分熟悉，曾用熱狗堡「馴服」食品科肉食系女生池田。曾藉機向池田求交往，结果被對方以非肉农不嫁拒绝。
高三時以離秋葉原近為由，報考東京的東村山大學農業部，並成功上榜。
别府太郎（聲：小伏伸之（日本）；高銘孝〈國語、台語〉（台湾）；黃龍傑（香港））
和尚头的富态少年。
1年级学生，八轩的室友。拥有与其体型相称的好胃口，为了能够制作美味的食品而进入了食品科学系学习。
畢業後準備就讀廚師技校。
稻田真一郎（聲：小野友樹（日本）；鄒韋〈國語〉/祥大〈台語〉（台灣））
3年级的学长，多摩子的哥哥。
被八轩叫做“烟熏鸡学长”。五官和妹妹多摩子一样端正，但是体型却与妹妹不同，和正常人相同。他正在钻研不含食品添加剂的食品加工技术，与认为“应要合理地使用食品添加剂”的多摩子意见相左。在让八轩帮忙抓捕逃走了的实验用鸡一事中与八轩相识，后因八轩在品尝作为回礼的烟熏鸡时展露出的能辨别出鸡肉不含添加剂的灵敏味觉而很中意八轩。
畢業後到大學開學之前經人介紹到約800頭豬的放牧豬大型牧場做暑期打工。

### 馬術社
大川進英（聲：水島大宙（日本）；吳東原〈國語〉/陳煌典〈台語〉（台灣））
馬術部社員，已畢業。中學是帶廣大空北中學。擅長工藝，不需要設計圖就能做出副部長的狗屋，還能設計並製作乳酪用的加熱器，甚至能參加冰雕大賽。
畢業之後一直找不到工作，經常在校內閒晃。雖然擁有很多才能，但大部分都和工作無關，加上那種「拜託趕快錄取我吧」的態度讓他一直找不到工作。
但只要在工作中，就會變成一個熱心勤勞的好青年，八軒的評價是「大川學長只要有活幹，就會變成一個正經的人」。
被人當成瘟神，但本人不太在意。
受八軒邀請，目前為八軒所創事業之社長。為了讓看不起他的人另眼相看，在創業活動上頗為用心。不只代替還在校的八軒處理各項業務，還拿出自己的積蓄作為創業資經金。
但是行事風格仍常讓人認為毫無責任感。曾經因為商品販賣超支預算問題導致赤字，而將扣除工資剩餘的營業所得78400日圓全部拿去買輓曳馬馬票，企圖靠高賠率的馬賺取所得。但因為下注金額過多以至於賠率降低為1.1倍，導致贏錢也只能稍稍持平。而相比之下，一旦輸了就要淪落到一貧如洗的悲慘後果。做出這種差點就要讓公司徹底破產的行為一度讓八軒等人對他產生殺意。最後因為是賭博贏來的錢只能申報為「額外收入」。
豐西美香（聲：田野麻美（日本）；黃玉奇〈國語〉/李涵菲〈台語〉（台灣）；張惠雯（香港））
3年級的学姐，馬術部前副部長，帶廣大正中學畢業。畢業後錄取札幌的大學。比起被歸類到人生失敗組的大川學長，顯得相當可靠並讓學弟妹都對她很信服。
把拿全部營業金額去下注，使收支勉強打平的大川用平常在鍛鍊的格鬥技中的迴旋踢教訓了一頓。
依田勉（聲：田丸篤志（日本））
二年級，同時也是馬術社唯一的二年級社員，畢業於帶廣川西中央中學，代替畢業的大川學長成為馬術社社長。
畢業前將社長的位子交棒給了御影。
原本有個女友，但因為對方覺得農家長男的身分太過沉重而分手，被大川學長肆意嘲笑一翻，所以以豐西学姐錄取大學的消息反擊依舊沒工作的大川。
榮真奈美（聲：長妻樹里（日本）；楊慧玉〈台語〉（台灣）；駱慧怡（香港））
一年級，馬尾的女學生，馬術社社員，幕別東中學畢業。言詞非常犀利，作風又大膽，被其他社員形容為「恐怖」。
喜歡關注別人的戀愛話題，支持御影與八軒間的戀情。而在兩人終於成為情侶後，與圓山一同對自己高中三年的愛情史一片空白而感嘆，然而對方卻不經意的脫口說出「既然如此，我們索性就正式交往如何?」這樣的告白，結果就因為彼此都單身而答應與圓山成為情侶。
畢業後準備繼承家業。
圓山登（聲：菊池幸利（日本）；嚴鎮華（香港））
1年級，特徵是光頭，馬術部社員，下浦幌中學畢業。
而在御影與八軒終於成為情侶後，與榮一同對自己高中三年的愛情史一片空白而感嘆，過程中不經意的脫口說出「既然如此，我們索性就正式交往如何?」這樣的告白，就這樣與榮成為情侶。
畢業後準備繼承家業。
木野廣行（聲：渡邊拓海（日本））
一年級，馬術部社員，特徵是黑色短髮。
馬術社後輩(本名不詳)
小八軒等人一屆的酪農科女學生、酪農科的1年級新生→2年級。身材嬌小，留著短髮，跟八軒同樣出自非農業家庭，雙親皆為上班族。
馬術社當屆唯一的新進成員，因為當初看見馬術社成員在蝦夷高農季的表現後，便已加入馬術部為志向而進入蝦夷高農。最初是參加食品科學科的推薦入試但落榜，隨後用一般入學進入酪農科。
個性與最初的八軒非常相像，八軒意識到這點後便以自己的經歷來鼓勵她。

### 教职员
櫻木義久（聲：川原慶久（日本）；鄒韋〈國語〉/陳煌典〈台語〉（台湾）；杜景煜（香港））
担任1年D班的班主任的男性教员，发型为“大背头”。负责教授国语（日语）。
八千代徹也（聲：堂下勝氣（日本）；高銘孝〈國語〉/祥大〈台語〉（台灣））
负责教授《畜产》科目的男性教员。外貌特征为谢顶加眼镜。
在1年级的第一节课上宣布“因为北海道牛的体型比全国的牛的平均值更大，所以以全国的平均值编写的教科书无法作为上课的参考”，之后将自己制作的资料发给学生作为参考书的代替品。曾經讓八軒的班級看屠宰場的操作影片。
鸡老师（聲：西村朋紘（日本）；吳東原〈國語〉/祥大〈台語〉（台灣）；黃龍傑（香港））
雞舍的管理教師，本名白樺樹，同時擔任清晨與夜間的學生實習的指導老師。除了在上嘴脣的兩撇小鬍子以外，從髮型到嘴型都很像雞。吸煙人士。以隨時都可以拿出剛煮好的白米特技聞名。
中島美雪（聲：增谷康紀（日本）；鄒韋〈國語〉/張毓棬〈台語〉（台湾））
马术部的顾问老师。外貌特征为像是大佛般的容貌与两撇小泥鳅鬍。
平时的性格和表情就像佛祖那样的温厚，但当涉及个人私欲时（赌马、奶酪等等），就会变成发怒的「仁王」。
自己有個祕密的乳酪熟成室，除了校長等少數人以外無人知曉，但卻被吉野發現並成為被威脅的把柄。後來在學年祭中被當做拖曳賽馬的獎品被搬空。
有赌马的爱好，但基本上毫无斩获。
富士一子（聲：湯屋敦子（日本）；邱佩轝〈國語〉（台湾）；張惠雯（香港））
管理豬舍的女教師。平時都戴著鴨舌帽和太陽眼鏡，脖子上掛著軍籍牌。人物造型設定上酷似知名遊戲及電影古墓麗影系列女主角蘿拉·卡芙特
曾向學生們詳細說明了會被當作髒話的“豬”的聰慧本質。
槍法十分好，曾在大蝦夷祭中擊落所有獎品並分送給附近的孩子。
在八軒等人二年級夏天結束後打算辭去教職，要去當獵人以達成自己當初的夢想。
當上獵人後曾贈送土特產予八軒(分別送過熊膽和熊掌)，大川查看過熊膽的價值後表示要留為公司營運資金。
隨時可以拿出啤酒。
校长（北加伊道）（聲：三矢雄二（日本）；高銘孝〈國語〉/祥大〈台語〉（台湾）；黃龍傑（香港））
看起来像是阿伊努神话中的小矮人一样的小个子男性。頭髮只有头顶的一束。平时的表情基本上都是笑眯眯的，不过会用头发来表现其他感情。
常在關鍵時刻擔任連接的角色。
最初没有定名，在单行卷15卷特别版时才设定了姓名。
轟剛（聲：內海賢二（日本）；鄒韋〈國語〉/陳煌典〈台語〉（台灣））
负责教授體育科目的男性教员，身形像健美先生，会驾驶轻型卡车。力量強大，一個人拖著馬橇跑的比御影亞紀當騎手的黑王號還快。

### 农高中的家畜
马伦号（Marron）
马术部培育的骑乘马。虽然毛色洁白且漂亮，但是却长着一张不够俊美的脸。非常聪明，用鼻子顶翻了在初次见面时便表现出失礼态度的八轩，并且自那之后就完全瞧不起八轩，常把他整得很狼狈。雖然速度和跳躍力都很強，但因為服務心太旺盛而使牠在比賽中總是無法得到好名次，因此才被讓到大蝦夷農業高中。
黑王號（Black King）
马术部培育的輓曳马。特徵是一身黑毛和銳利的目光，因為體型巨大，第一集御影騎乘牠尋找迷路的八軒時，一度讓八軒誤以為是世紀末霸主現身。學年祭時擔任輓曳賽馬的馬。
猪肉饭
为了猪舍的实习而饲育的雄性猪崽。在与同胞兄弟争夺母亲乳头的竞争中失败，因而发育较差。八轩因为产生了同病相怜之感而想要为它取名，同班女生担心八轩会因起名而对猪崽产生过度的情感，遂提议起名为“猪肉饭”。在出生的三个月后被宰殺，產出的肉被勇吾全部買下並親手做成培根。
惠比寿号
马术部培育的骑乘马。
都子号
马术部培育的骑乘马。
副部長
勇吾在清理校園時撿到的幼犬，得到教師的許可後飼養在馬術部的馬廄做為看門狗。名字的由來是因為勇吾遲遲未取名字，因此社員稱他為「副部長的狗」，後來因為太長而直接稱為「副部長」，就此定名。
脖子上掛著由常盤製作、寫著「點心費」的小竹筒，讓他自己存飼料費。居住的小屋是馬術部已畢業的學長大川替他建造的。訓練由勇吾負責，曾說他「比常盤還學得快啊！」。
曾「借貸」予常盤一千日圓用作豬肉基金活動，得到多摩子幫助而能獲得高利息的還款條件。

### 各学生家的家庭成员们

#### 八轩家
八轩慎吾（聲：小西克幸（日本）；鄒韋〈國語〉/高銘孝〈台語〉（台湾））
八轩勇吾的哥哥。其体格健壮，个子高大，性格轻浮，好开玩笑。虽然给人的印象与弟弟勇吾完全相反，但他真心支持着开始探索自己生存之道的弟弟勇吾。价值观似乎与常人不同，爱车是Cub。
原先就读于东大，后因叛逆父亲而退学。为了能够开一家自己的拉面店而拜师于某拉面店学习制作拉面，之后被店主命令「去探求究极的汤底」（从后述的台词来看，实际上他应该是被解雇了）而开始了周游全国之旅。在旅行途中，应母亲的要求，来到北海道看望许久不和家里联系而被母亲牵挂着的勇吾。
虽然他的味觉和勇吾一样灵敏，但在为料理调味时的味觉却很差勁，做出來的料理能夠殺人。頭腦很好，也很擅長學習，對於各科的學習方法都有有效的心得並寫在筆記本上，但字跡潦草只有常盤能辨認。
在周遊全國途中一度餓昏，被路過的亞歷克山朵拉所救，兩人一見鍾情並立刻結婚。現在兩人在札幌開起網路教學的補習事業，負責五大高中學科。
補習事業已知的學生有南九條菖蒲、駒場一郎
與亞歷山朵拉育有一子。
八轩數正（聲：堀内賢雄（日本）；高銘孝〈國語〉/陳煌典〈台語〉（台湾））
八轩勇吾的父親，上班族，沒有表情且目光銳利，讓人有強大威壓感，平常走路會讓學生以為是黑道大哥而自動讓路，還能把動物嚇跑，就連坐計程車都像在坐龍椅。發言冷酷毒辣的現實主義者，曾提到「如果沒有好的學歷，根本不會有人理你」。更嘲諷初中時落榜的八軒是個「輸家」。但其實他對於勇吾的評論都有其道理，只是往往用很毒辣的言語表達出來使得勇吾一時無法接受。
對於勇吾的態度是「如果他用認真的態度面對我，我就用與之相對的態度回應他」，因此對於以前的勇吾採取放牛吃草的態度，而在勇吾在農高成長，開始能正眼對著他表達自己的心聲後，也開始用自己的方式關心勇吾的想法及未來計畫。
因為勇吾希望能把大學的預備金作為他創業的投資金，因此曾花數個晚上的時間熬夜研究勇吾寄回來的企劃書，最终还是駁回。
因為表現出強大的壓迫感，所以個人相片被蝦夷高農的學生放在手機裡當護身符使用。
在勇吾因為亞紀的考試發表日而壓力太大胃痛的期間，前往御影牧場視察GINSAJI的主力商品「御影豬」，其後做了該方面的調查。
一眼看出長時間沒回家卻突然出現在家裡的勇吾目的，並表示正事應該得在晚餐前說，隨後同意勇吾考大學，將勇吾帶進房間後，勇吾給予一疊關於GINSAJI未來目標的計畫書，但數正表示這點內容只要3到4張A4大小的紙張就足以讓人理解了。隨後以投資者的觀點跟勇吾討論GINSAJI的相關事宜，直到午夜過後。
八轩美沙子（聲：今井由香（日本）；邱佩轝〈國語〉/楊慧玉〈台語〉（台湾）；冼詠儀（香港））
八轩勇吾的母親，兩兄弟的容貌皆遺傳自她，煮的一手好菜，為孩子們在飲食上花了很大的心思，導致兩兄弟的味覺變得十分靈敏。
是個溫和的女性，非常關心兩兄弟。前面顧慮到勇吾的心情而會謊稱父親對他的態度，但在和勇吾溝通後了解到不用這麼做。
當初會和八軒數正結婚的原因，是因為「他的笑容很棒」。
亞歷山朵拉·多羅荷比奇（Alexandria）
有一頭金長直髮、胸部雄偉的俄羅斯美女，在日本旅行的途中救了餓昏在雪地的慎吾一命，兩人一見鍾情並立刻結婚。現在兩人在札幌開起網路教學的補習事業，負責教俄羅斯語。曾經和慎吾一起來大蝦夷農高探望勇吾。
年紀比慎吾大，曾經經歷過蘇聯解體，因此對於很多事情的危險比起當時都不算什麼，但也對於一些事物有特別的想法（像是認為「銀之匙」是用來試毒的）。
與八轩慎吾育有一子。
八軒麥
八轩慎吾與亞歷山朵拉的女兒，八軒勇吾的姪女。
髮色遺傳至母親的金髮，眼神則是跟祖父相似。對此勇吾強烈希望其俄羅斯血脈能覺醒。
亞歷山朵拉曾對其唱起哥薩克搖籃曲。

#### 御影牧場
御影豪志（聲：小山剛志（日本）；黃龍傑（香港）；高銘孝〈國語〉/張毓棬〈台語〉（台湾））
亞紀的爸爸，由於椎間盤突出惡化的緣故暑假期間入院，因為太過愛護亞紀而對八軒相當敵視，命令他在亞紀上大學以前都不准和她交往 (與八軒的父親-數正初次見面時也極不對盤)。
出院時在河堤邊偷聽了八軒和亞紀的談話，了解到亞紀真正的想法，因此在亞紀對全家提出不想繼承家業而想做和馬相關的工作時，採取支持的態勢。要亞紀不能背叛八軒這個朋友對她付出的努力。
御影優志（聲：蓮岳大（日本））
御影豪志的弟弟，本身經營與輓曳賽馬相關的行業，相當關心輓曳賽馬的前途。對於想要放棄家業去他那裡工作的亞紀，提出了「要先上完大學」的條件。
御影政子（聲：大浦冬華（日本）；李涵菲〈台語〉（台灣））
亞紀的妈妈。似乎很中意身為工薪家庭次子的八軒。對於亞紀在高中能交到八軒這個知心好友感到很開心。
御影大作（聲：佐佐木睦（日本）；高銘孝〈國語〉/祥大〈台語〉（台湾））
亞紀的爷爷，兼任御影牧场的场长。在山裡開車時經常會不慎撞死野生動物。對動物們懷著「要長得很好吃喔」的感情。為了籌措亞紀的大學學費，賣掉了所有的馬。
御影沙都（聲：小野洋子（日本）；邱佩轝〈國語〉/楊慧玉〈台語〉（台湾））
亞紀的奶奶，平時雖然溫柔，但在工作時就會變得相當嚴厲。
御影志乃（聲：久保田民繪（日本）；李昀晴〈國語〉（台湾））
亞紀的曾奶奶，兼任御影牧场的會长。小个子的老婆婆，平时寡言少语，但會釋放出連動物都相當畏懼的眼神。
生于明治时期，现年107岁。在“开拓时代”时隨丈夫舉家迁居北海道垦荒，是極少數见证過北海道的拓荒时代而且仍在世的人。
唯一吃下慎吾的料理後沒事的人，說「跟拓荒時期豬食一樣的東西比起來好太多了」。

#### 駒場牧場
驹场菜實（聲：松井菜櫻子（日本）；李昀晴〈國語〉/楊慧玉〈台語〉（台湾）；石梓晴（香港））
一郎的妈妈。自从丈夫亡故后就在两个女儿帮助下，独自照顾着牧场里的乳牛。不仅能够掌握每一头牛的个性，而且不会轻易地就将牛处理掉，可见其对自家饲养着的牛的感情很深。
驹场二野、驹场三空（聲：後藤麻衣（日本）；李涵菲（二野）、曾莉婷（三空）〈台語〉（台灣））
一郎的双胞胎妹妹。
虽然還年幼，但是因為父親早逝，因此很早就開始幫忙牧場裡的工作。对于牲畜的生死观也相当地“现实”。
在駒場家破產之後開始努力學習，要拿到獎學金升學，並且照顧媽媽和哥哥。
有空閒時會前往御影牧場幫忙照顧「御影豬」

#### GIGA FARM
稻田家的父亲（聲：大川透（日本）；陳煌典〈台語〉（台灣））
多摩子和稻田学长的父亲。个子不高，体形丰满，但是五官十分端正。
稻田家的母亲（聲：齋藤千和（日本）；郭怡心〈台語〉（台灣））
多摩子和稻田学长的母亲。外表看起来很年轻，以至于被八轩和亚季误会成多摩子的姐姐。

### 其他
白石（聲：川島得愛（日本）；張毓棬〈台語〉（台灣））
八轩就读于新札幌中学时的他的班主任。察觉到了因在学业竞争中失利而灰心丧气的八轩的疲惫内心后向他推荐了虾夷农高。即便是在八轩毕业以后仍然掛念着他。
醫生（聲：森崎博之（日本）；吳東原〈國語〉（台湾））
在馬術俱樂部內服務的獸醫。
南九条菖蒲（聲：矢作紗友里（日本）；冼詠儀（香港））
清水西高中一年級。特徵是一頭法國捲金髮，亞紀的青梅竹馬。當初和亞紀一同申請大蝦夷高農的推薦入學，但因為成績太差而被參加入學考試的八軒用掉名額而沒成功。爺爺是農會的會長，家中的土地在政府蓋高速公路時賣了好價錢，因此家境富裕。
將亞紀視為競爭對手，為此接觸了馬術，在學校創立馬術部，認為「可以高高在上的俯視別人」。常常展現高傲大小姐般的樣子，但經常出糗、記錯別人的名字，而且成績很差，被八軒等人評價為笨蛋。其實為人單純明朗且無限的樂觀，和家人的感情很好，在大蝦夷農高學年祭時幫助馬術部順利完成活動。擅長活躍氣氛（本人無自覺）。
在駒場家破產後，正月初參時與八軒、亞紀和駒場等人在神社前相遇，看不慣駒場夢想破滅後灰暗的表情及態度，當著大眾的面怒斥了他一頓，後來也成為駒場重新振作的契機之一。
現在為了惡補高一以來的爛成績以保送大蝦夷農業大學，被八軒介紹去報名他哥的網路補習。接受八軒慎吾的惡補之後出現在八軒勇吾及御影亞紀面前擺出V字手勢炫耀成績進步，但是慎吾表示是全科掛2，本人表示體育是5，並要她明年再考一次大學；但本人表示不想當御影的學妹而抗拒。

## 作品舞台及用語
大蝦夷高級農業學校
通称“虾夷农高”。共有农业科学科、乳畜科学科，食品科学科、农业土木工程科和森林科学科这五个大科系。学校推行的体制是从饲育家禽家畜到培育农作物，一切都要求学生和教师亲力亲为，而且从畜禽的饲料到师生餐点在内的一切食物都能够自给自足。
包含实习农田、林地和牧场在内的总占地面积是足以让校内师生都感到自豪的全国最大规模，绕行学校一圈的距离长约20公里。校内有棒球场和足球场各两个，还备有田径部所需的跑道。学校要求所有学生均必须参加社团活动，不过校内没有文化型社团，都为运动型社团。虽然是一所农业高中，但却拥有包括能够移植受精卵和研究複製技術的最先进的研究设备，有兴趣的学生甚至能参与实践性的研究。校训是「勤劳、合作、不讲理」。
大蝦夷高級工業學校
与虾夷农高直线距离6公里的工业高中。每年都会与虾夷农高合作举办一次名为“农工战”的交流性质的体育活动（体育祭）。
御影牧场
亚纪家的家族经营型牧场，由她的父母和祖父母在管理、经营。主要饲养乳牛，同时也饲养着包括马在内其他的动物。牧场附近不仅没有其他的人家，就连手机信号也没有，而与他家最近的伊藤○华堂之间的距离甚至有100公里以上。
驹场牧场
一郎家里经营的牧场，由一郎的母亲独自一人管理。牧场内饲育着近30头乳牛，其中大多都是老牛。位于御影牧场的“附近”（约8公里），同样收不到手机信号。
後來因為駒場家破產，牛只能都賣掉，而荒蕪的農地目前由御影的父親租下來準備要養更多的乳牛。
GIGA FARM
多摩子家的农场。这间农场由四家农户共同经营，占地超过三百公顷，拥有八百头乳牛、十多名工作人员和先进的设备及先进的管理理念。因为占地过广，工作人员需要用手机来互传信息，所以这里能够收到手机信号。
GINSAJI
大川進英及八軒勇吾所創立的公司，分別為社長及副社長。因為大川畢業後一直無法找到想做的工作到馬術社抱怨要別人當上社長雇用自己時，八軒無心說出「那不如大川學長你自己當社長還比較快。」所誕生的一間公司。
稻田多摩子擔任創業企劃修改及編寫初期的募資企畫；公司正式成立後成為目前的理財專員，管理公司收入、支出以及財務申報。
創業初期就資產只有一隻豬一台筆電、有名片沒實體公司、沒固定上班時間、大川是社長、社長跟副社長都未成年等因素，被校內外人誤解成是一間空殼公司，勇吾也被稱為「高二的詐欺師」，因為八軒表明向其父親八軒數正尋求創業資金，最後變成「黑社會資金進駐的公司」、「跟殺了人的流氓借錢如果沒還錢就會被賣掉內臟」的誇張傳言使得公司初期聲譽就極度低下，導致找不到其他贊助人願意提供資金。
之後大川拿出自己的存款，並要求勇吾也要打工提供部分資金，才使得公司正式成立。
主要產品本來是規劃大川進英從前雇主那裏拿到的母盤克夏豬當作種豬所生產的豬隻，因為是使用御影牧場的用地所以又稱為御影豬；御影亞紀極度想更換其名稱。不過目前大川進英設計製造的窯烤爐的銷售業績，比御影豬的業績好。

## 出版書籍

### 单行本
| 卷數 | 小學館         | 小學館                 | 小學館                 | 玉皇朝         | 玉皇朝                 | 東立出版社     | 東立出版社             | 東立出版社     | 東立出版社        | 安徽少年儿童出版社 | 安徽少年儿童出版社     |
| 卷數 | 發售日期       | 通常版 ISBN            | 限定版 ISBN            | 發售日期       | ISBN                   | 通常版發售日期 | 通常版 ISBN            | 限定版發售日期 | 限定版 EAN        | 發售日期           | ISBN                   |
| ---- | -------------- | ---------------------- | ---------------------- | -------------- | ---------------------- | -------------- | ---------------------- | -------------- | ----------------- | ------------------ | ---------------------- |
| 1    | 2011年7月15日  | ISBN 978-4-09-123180-2 | 不適用                 | 2011年11月29日 | ISBN 978-988-8088-24-9 | 2012年1月20日  | ISBN 978-986-10-9072-6 | 不適用         | 不適用            | 2016年1月          | ISBN 978-7-5397-8500-4 |
| 2    | 2011年12月14日 | ISBN 978-4-09-123427-8 | 不適用                 | 2012年2月14日  | ISBN 978-988-8128-44-0 | 2012年5月29日  | ISBN 978-986-10-9073-3 | 2012年5月18日  | EAN 4710945541327 | 2016年1月          | ISBN 978-7-5397-8637-7 |
| 3    | 2012年4月18日  | ISBN 978-4-09-123653-1 | ISBN 978-4-09-159118-0 | 2012年7月1日   | ISBN 978-988-8168-18-7 | 2012年11月15日 | ISBN 978-986-10-9074-0 | 2012年11月7日  | EAN 4710945541556 | 2016年7月          | ISBN 978-7-5397-9055-8 |
| 4    | 2012年7月18日  | ISBN 978-4-09-123772-9 | ISBN 978-4-09-159123-4 | 2012年11月29日 | ISBN 978-988-8168-86-6 | 2013年2月25日  | ISBN 978-986-317-514-8 | 不適用         | 不適用            | 2016年9月          | ISBN 978-7-5397-9229-3 |
| 5    | 2012年10月18日 | ISBN 978-4-09-123886-3 | ISBN 978-4-09-159126-5 | 2013年2月25日  | ISBN 978-988-8169-36-8 | 2013年4月26日  | ISBN 978-986-324-129-4 | 2013年4月12日  | EAN 4710945541877 | 2018年11月         | ISBN 978-7-5707-0176-6 |
| 6    | 2013年1月18日  | ISBN 978-4-09-124169-6 | 不適用                 | 2013年5月25日  | ISBN 978-988-8169-82-5 | 2013年8月7日   | ISBN 978-986-324-885-9 | 2013年7月31日  | EAN 4710945542171 | 2018年11月         | ISBN 978-7-5707-0177-3 |
| 7    | 2013年4月18日  | ISBN 978-4-09-124285-3 | ISBN 978-4-09-159145-6 | 2013年7月30日  | ISBN 978-988-8251-12-4 | 2013年11月15日 | ISBN 978-986-332-489-8 | 2013年11月8日  | EAN 4710945542454 | 2018年11月         | ISBN 978-7-5707-0178-0 |
| 8    | 2013年7月11日  | ISBN 978-4-09-124346-1 | ISBN 978-4-09-159155-5 | 2013年11月29日 | ISBN 978-988-8251-69-8 | 2014年1月20日  | ISBN 978-986-337-121-2 | 2014年1月20日  | EAN 4710945543062 | 2018年11月         | ISBN 978-7-5707-0179-7 |
| 9    | 2013年10月18日 | ISBN 978-4-09-124474-1 | ISBN 978-4-09-159165-4 | 2014年1月17日  | ISBN 978-988-8252-06-0 | 2014年4月30日  | ISBN 978-986-337-650-7 | 2014年4月21日  | EAN 4710945543208 | 2018年11月         | ISBN 978-7-5707-0180-3 |
| 10   | 2014年1月8日   | ISBN 978-4-09-124548-9 | ISBN 978-4-09-159177-7 | 2014年5月1日   | ISBN 978-988-13-2787-1 | 2014年7月30日  | ISBN 978-986-348-234-5 | 2014年7月18日  | EAN 4710945543529 | 2019年8月          | ISBN 978-7-5707-0520-7 |
| 11   | 2014年3月8日   | ISBN 978-4-09-124574-8 | 不適用                 | 2014年7月4日   | ISBN 978-988-8302-24-6 | 2014年11月28日 | ISBN 978-986-348-727-2 | 不適用         | 不適用            | 2019年8月          | ISBN 978-7-5707-0519-1 |
| 12   | 2014年8月18日  | ISBN 978-4-09-125088-9 | 不適用                 | 2014年10月15日 | ISBN 978-988-8302-60-4 | 2015年1月30日  | ISBN 978-986-365-654-8 | 2015年1月26日  | EAN 4710945545301 | 2019年8月          | ISBN 978-7-5707-0518-4 |
| 13   | 2015年6月18日  | ISBN 978-4-09-126058-9 | 不適用                 | 2015年7月24日  | ISBN 978-988-8326-65-5 | 2015年8月10日  | ISBN 978-986-4316-97-7 | 2015年8月10日  | EAN 4710945546407 | 2021年10月         | ISBN 978-7-5707-1054-6 |
| 14   | 2017年8月18日  | ISBN 978-4-09-127720-6 | 不適用                 | 2017年10月3日  | ISBN 978-988-8436-61-3 | 2017年10月27日 | EAN 4710945553337      | 不適用         | 不適用            | 2021年10月         | ISBN 978-7-5707-0947-2 |
| 15   | 2020年2月18日  | ISBN 978-4-09-129549-1 | ISBN 978-4-09-943064-1 | 2020年4月29日  | ISBN 978-988-8671-29-8 | 2020年6月22日  | ISBN 978-957-26-5023-3 | 不適用         | 不適用            | 2021年10月         | ISBN 978-7-5707-1053-9 |

### 公式導讀
| 冊數 | 出版社     | 標題                      | 發售日期      | ISBN                   |
| ---- | ---------- | ------------------------- | ------------- | ---------------------- |
| 全   | 小學館     |                           | 2013年8月16日 | ISBN 978-4-09-124403-1 |
| 全   | 玉皇朝     | 大蝦夷農業高校 青春MANUAL | 2014年7月25日 | ISBN 978-988-8302-41-3 |
| 全   | 東立出版社 | 大蝦夷農業高校 青春指南   | 2014年1月24日 | ISBN 978-986-337-949-2 |

## 電視動畫
该作品于2012年末從海外流出動畫化消息。在2013年1月16日發售的《週刊少年》2013年7月號正式宣佈電視動畫化。2013年7月至9月於富士電視台的「noitaminA」時段播出播出第1季，第2季於2014年1月至3月播出。

### 製作人員
- 原作：荒川弘
- 監督：伊藤智彥（第1季）、出合小都美（第2季）
- 副監督：出合小都美（第1季）
- 劇本：岸本卓
- 角色設計、總作畫監督：中井準
- 動物設計：室井康雄
- 道具設計：須藤智子
- 美術監督：高木佐和子（Studio Wyeth）
- 美術設定：杉山晉史（Studio Wyeth）
- 色彩設計：茂木孝浩（第1季、第2季）、土居真紀子（第2季）
- 攝影監督：青嶋俊明
- CG監督：雲藤隆太（第1季）、門間和彌（第2季）
- 編輯：西山茂（Real-T）
- 音響監督：伊藤智彥
- 音響效果：今野康之
- 音樂：村井秀清
- 動畫製作：A-1 Pictures
- 製作：蝦夷高農祭實行委員會
- 總作畫監督：中井準

### 主題曲
第1季
片頭曲「kiss you」
作詞、作曲、主唱：miwa，編曲：Naoki-T
片尾曲「Hello Especially」
作詞、作曲：大橋卓彌，編曲：常田真太郎，主唱：無限開關
第2季
片頭曲「LIFE」
作詞、作曲：山内總一郎，編曲、主唱：Fujifabric
片尾曲
作詞、作曲、編曲、主唱：Goosehouse

### 各話列表
| 話數     | 日文標題 | 中国大陆標題     | 台灣標題         | 香港標題         | 分鏡       | 演出       | 作畫監督                                       |
| 第1季    | 第1季    | 第1季            | 第1季            | 第1季            | 第1季      | 第1季      | 第1季                                          |
| -------- | -------- | ---------------- | ---------------- | ---------------- | ---------- | ---------- | ---------------------------------------------- |
| 第一話   |          | 歡迎來到蝦夷農高 | 歡迎來到蝦夷農高 | 歡迎來到蝦夷農高 | 伊藤智彥   | 伊藤智彥   | 中井準、松本昌子 千葉崇洋                      |
| 第二話   |          |                  |                  | [ 35 ]           | 許平康     | 許平康     | 大杉尚廣 松本顯吾                              |
| 第三話   |          |                  |                  |                  | 岡村天齋   | 野上和男   | 山本徑子 須藤智子（道具）                      |
| 第四話   |          |                  |                  |                  | 室井康雄   | 室井康雄   | 室井康雄 須藤智子（道具）                      |
| 第五話   |          |                  |                  |                  | 藤森一真   | 安藤健     | 新保卓郎                                       |
| 第六話   |          |                  |                  |                  | 出合小都美 | 出合小都美 | 橋口隼人 須藤智子                              |
| 第七話   |          |                  |                  |                  | 許平康     | 許平康     | 松本昌子 豬口美緒 須藤智子（道具）             |
| 第八話   |          |                  |                  | [ 35 ]           | 村山靖     | 村山靖     | 鈴木伸一 須藤智子（道具）                      |
| 第九話   |          |                  |                  |                  | 柴山智隆   | 柴山智隆   | 黑木美幸 古住千秋                              |
| 第十話   |          |                  |                  |                  | 伊藤智彥   | 伊藤智彥   | 湯川敦之、山本篤史 須藤智子                    |
| 第十一話 |          |                  |                  | [ 35 ]           | 出合小都美 | 出合小都美 | 豬口美緒、松本昌子 須藤智子、古住千秋          |
| 第2季    |          |                  |                  |                  |            |            |                                                |
| 第一話   |          |                  |                  |                  | 出合小都美 | 曾我準     | 豬口美緒、中井準                               |
| 第二話   |          |                  |                  |                  | 下司康弘   | 下司康弘   | 、佐藤友子 桝井一平、古坂美津妃 、德川惠梨     |
| 第三話   |          |                  |                  |                  | 柴山智隆   | 柴山智隆   | 古住千秋、五反孝幸                             |
| 第四話   |          |                  |                  |                  | 神戶洋行   | 神戶洋行   | 寺田悠一、德野悠我 吉住千秋                    |
| 第五話   |          |                  |                  | [ 35 ]           | 藤森雅也   | 根岸宏樹   | 藤森雅也                                       |
| 第六話   |          |                  |                  |                  | 伊藤智彥   | 西片康人   | 豬口美緒、須藤智子                             |
| 第七話   |          |                  |                  |                  | 大橋譽志光 | 安藤健     | 松岡謙治、岡本達朗 上野卓志、寺田祐一 德野悠我 |
| 第八話   |          |                  |                  |                  | 江崎慎平   | 青柳宏宜   | 五反孝幸、蘇武裕子 牛尾優衣                    |
| 第九話   |          | 最後的牛奶       | 最後的牛奶       | 最後的牛奶       | 岡佳廣     | 町谷俊輔   | 田中織枝、戶谷賢都 古住千秋                    |
| 第十話   |          | 梦               |                  |                  | 柴山智隆   | 柴山智隆   | 寺田祐一、德野悠我 伊藤公規                    |
| 第十一話 |          |                  |                  |                  | 出合小都美 | 出合小都美 | 豬口美緒、須藤智子 牛尾優衣、古住千秋 田中織江 |

### 播放電視台

#### 日本国内
日本深夜動畫：下文記載的日本国内播放時間使用日本標準時間（UTC+9）表示。因為部分時間标识會採用30小时制，因此請留意这类超过24:00的时间，其實際播放時間為翌日清晨。
| 播放地區   | 播放電視台   | 播放日期               | 播放時間（UTC+9）         | 所屬聯播網 | 備註     |
| 第1季      | 第1季        | 第1季                  | 第1季                     | 第1季      | 第1季    |
| ---------- | ------------ | ---------------------- | ------------------------- | ---------- | -------- |
| 關東廣域圈 | 富士電視台   | 2013年7月11日－9月19日 | 星期四 24時45分－25時15分 | 富士電視網 | 字幕放送 |
| 靜岡縣     | 靜岡電視台   | 2013年7月11日－9月19日 | 星期四 25時40分－26時10分 | 富士電視網 | 字幕放送 |
| 中京廣域圈 | 東海電視台   | 2013年7月11日－9月19日 | 星期四 26時10分－26時40分 | 富士電視網 | 字幕放送 |
| 佐賀縣     | 佐賀電視台   | 2013年7月12日－9月20日 | 星期五 25時05分－25時35分 | 富士電視網 | 字幕放送 |
| 福岡縣     | 西日本電視台 | 2013年7月12日－9月20日 | 星期五 26時05分－26時35分 | 富士電視網 | 字幕放送 |
| 山形縣     | 櫻桃電視台   | 2013年7月13日－9月21日 | 星期六 25時05分－25時35分 | 富士電視網 |          |
| 秋田縣     | 秋田電視台   | 2013年7月13日－9月21日 | 星期六 25時35分－26時05分 | 富士電視網 | 字幕放送 |
| 鹿兒島縣   | 鹿兒島電視台 | 2013年7月13日－9月21日 | 星期六 25時35分－26時05分 | 富士電視網 | 字幕放送 |
| 熊本縣     | 熊本電視台   | 2013年7月13日－9月21日 | 星期六 26時05分－26時35分 | 富士電視網 | 字幕放送 |
| 第2季      |              |                        |                           |            |          |
| 關東廣域圈 | 富士電視台   | 2014年1月9日－3月27日  | 星期四 24時50分－25時20分 | 富士電視網 |          |
| 靜岡縣     | 靜岡電視台   | 2014年1月9日－3月27日  | 星期四 25時40分－26時10分 | 富士電視網 |          |
| 中京廣域圈 | 東海電視台   | 2014年1月9日－3月27日  | 星期四 26時10分－26時40分 | 富士電視網 |          |
| 佐賀縣     | 佐賀電視台   | 2014年1月10日－3月28日 | 星期五 25時05分－25時35分 | 富士電視網 |          |
| 福岡縣     | 西日本電視台 | 2014年1月10日－3月28日 | 星期五 26時05分－26時35分 | 富士電視網 |          |
| 山形縣     | 櫻桃電視台   | 2014年1月11日－3月29日 | 星期六 25時05分－25時35分 | 富士電視網 |          |
| 秋田縣     | 秋田電視台   | 2014年1月11日－3月29日 | 星期六 25時35分－26時05分 | 富士電視網 |          |
| 鹿兒島縣   | 鹿兒島電視台 | 2014年1月11日－3月29日 | 星期六 25時35分－26時05分 | 富士電視網 |          |
| 熊本縣     | 熊本電視台   | 2014年1月11日－3月29日 | 星期六 26時05分－26時35分 | 富士電視網 |          |

#### 日本国外
香港
由J2播放。于2014年7月23日至8月22日，星期一至五的18時25分－19時00分两期连播。均提供雙語廣播和中文字幕，有重播和myTV14天重溫。
台湾
由衛視電影台，于2014年7月21日－8月4日，星期一至五的19:00－20:00两期连播。
由中視，于2016年2月10日起，星期一至五，下午18:00-18:30，兩期連播。

## 電影
2013年8月宣布製作真人電影，2014年3月7日在全國285處公開播映。廣告標語為「最強但不講理的青春！」。
截至3月10日的日本全國電影動員排行榜的票房結果（興行通信社調查）首度排名第四，首日播映兩天之間吸引逾9萬8956人進場觀賞的成績，収入有1億2111萬7900日圓的記錄。男女觀眾人數比例調查是27比73，因「我喜歡的演員」等吸引觀賞的動機比率達53%。4週之內更達到52萬1282人進場觀賞，累計收入達6億968萬5850日圓票房中第九名。台灣於2014年4月18日上映。
2014年10月15日，電影版藍光BD/DVD於日本發售。2014年11月14日，電影版DVD於台灣發售。

### 演員
- 八軒勇吾：中島健人（香港配音：巫哲棋）
- 御影亞紀：廣瀨愛麗絲（香港配音：黃昕瑜）
- 駒場一郎：市川知宏（日语：市川知宏）（香港配音：李致林）
- 南九条菖蒲：黑木華（香港配音：詹健兒）
- 中島老師：中村獅童（香港配音：潘文柏）
- 常盤惠次：矢本悠馬（香港配音：陳成港）
- 稻田多摩子：安田加奈（香港配音：李潤知）
- 吉野真由：岸井雪乃（香港配音：廖杏茵）
- 別府太郎：河野將也（香港配音：曹啟謙）
- 稲田真一郎：遠山悠介
- 大川進英：花戶祐介
- 豐西美香：龜田梨紗
- 依田勉：鈴木龍之介
- 榮真奈美：北浦愛（香港配音：林元春）
- 木野廣行：田村健太郎（香港配音：鄧港文）
- 南正隆：福吉壽雄（香港配音：葉振聲）
- 富士老師：吹石一惠（香港配音：鄭麗麗）
- 校長：上島龍兵（日语：上島竜兵）（鴕鳥俱樂部）（香港配音：蕭徽勇）
- 八軒數正：吹越滿（香港配音：李錦綸）
- 八軒美沙子：安澤千草（香港配音：黃玉娟）
- 御影豪志：竹内力（香港配音：葉振聲）
- 御影政子：宮本裕子（香港配音：陸惠玲）
- 御影大作：石橋蓮司（香港配音：招世亮）
- 御影サト：稲川実代子（香港配音：雷碧娜）
- 御影優志：哀川翔（香港配音：陳卓智）
- 駒場菜實：西田尚美（香港配音：曾秀清）
- 駒場二野：高城樹里（香港配音：凌晞）
- 駒場三空：高城紅里（香港配音：何寶珊）

### 工作人員
- 原作：荒川弘《銀の匙 Silver Spoon》（小學館「週刊少年Sunday」連載）
- 导演：吉田惠輔（日语：吉田恵輔）
- 编剧：吉田惠輔、高田亮
- 音樂：羽毛田丈史
- 主題歌：柚子「向阳」
- 企劃、製作人：平野隆（日语：平野隆）
- 執行製作人：田代秀樹
- 製作人：幾野明子、武田哲孝、星野秀樹
- 線上製作人：新野安行
- 角色導演：杉野剛
- 摄影：志田貴之
- 照明：中村裕樹（日语：中村裕樹）
- 录音：小川武（日语：小川武）
- 美术：三松建子
- 場記：増子沙織
- 协助导演：佃謙介
- 製作擔當：早川徹
- 製作公司：WILCO（日语：ウィルコ (企業)）
- 制作组织：電影「銀之匙 Silver Spoon」製作委員會（TBS電視台、小學館、東寶、電通、WOWOW、中部日本放送、波麗佳音、TBS廣播與信息公司、每日放送、北海道放送、RKB每日放送、GyaO!（日语：GyaO!）、JTB Corporate Sales）
- 分发：東寶
- 公映时间：2014年3月7日（日本）
- 协助：文化藝術振興費補助金

## 评价与影响
该作品曾获得2012年度「漫画大奖」（日语：マンガ大賞）的大奖。
2015年榮獲SUGOI JAPAN Award漫畫部門第2名。

## 脚注

### 註解
1. ↑  漫畫第14冊